# Mannen med kulorna
Mannen med kulorna är en svensk kortfilm från 2009 i regi av Hans Montelius. I rollerna ses Lukas Loughran och Jonas Larsson.

## Handling
Håkan och Martin är bröder och har varit rivaler sedan de var små. Nu är de i fyrtioårsåldern och Håkan är den framgångsrike företagaren medan Martin är hemlös. Håkan har alltid vunnit över Martin, i allt från barndomens kulspel till kontrollen över familjeföretaget. Nu är Martin inställd på att vinna över Håkan i kula. Håkan vill köpa de sista aktierna som Martin äger i familjeföretaget, men Martin vill inte sälja om inte Håkan spelar en gång till. Den som vinner får den andras aktier.

## Rollista
- Lukas Loughran – Håkan
- Jonas Larsson – Martin

## Om filmen
Filmen producerades av Montelius och Jonas Moberg för produktionsbolaget Cinemantrix. Manus skrevs av Montelius och filmen fotades av Mats Ardström. Musiken komponerades av Henrik Rambe och filmen klipptes av Emil Stenberg. Den premiärvisades den 7 juni 2009 på Dances with Films Film Festival i Santa Monica och visades senare samma år på flera filmfestivaler runt om i USA och i Storbritannien.
Mannen med kulorna har belönats med flera priser. Vid en filmfestival i Milwaukee 2009 framröstades den till bästa film och vid Los Angeles Reel Film Festival samma år fick den ett hedersomnämnande. 2010 blev den vald till bästa internationella kortfilm vid Bradford International Film Festival och fick ett hedersomnämnande vid LA Movie Awards. Vid LA Movie Awards fick också Ardström pris för bästa foto och Loughran för bästa manliga birollsinnehavare.